# Ai Fukuhara
Ai Fukuhara, född den 1 november 1988 i Sendai, Japan, är en japansk bordtennisspelare som tog OS-silver i damlagsturneringen vid de olympiska bordtennistävlingarna 2012 i London.
Fukuhara blev proffs vid tio års ålder 1999 och fyra år senare representerade hon Japan vid VM i Paris där hon tog sig till kvartsfinal. Vid olympiska sommarspelen 2004 i Aten blev hon den yngsta bordtennisspelaren som deltagit i ett OS.
Vid världsmästerskapen i bordtennis 2016 i Kuala Lumpur tog hon VM-silver med det japanska landslaget. Fukuhara tog en bronsmedalj i damlagsturneringen vid de olympiska bordtennistävlingarna 2016 i Rio de Janeiro.